# Festival de la cité
 (décembre 2021).
Si vous disposez d'ouvrages ou d'articles de référence ou si vous connaissez des sites web de qualité traitant du thème abordé ici, merci de compléter l'article en donnant les références utiles à sa vérifiabilité et en les liant à la section « Notes et références ».
 (août 2024).
Le Festival de la Cité est un festival des arts et de la découverte qui a lieu chaque année sur la colline homonyme de Lausanne en Suisse au mois de juillet. Il est créé en 1968.

## Localisation

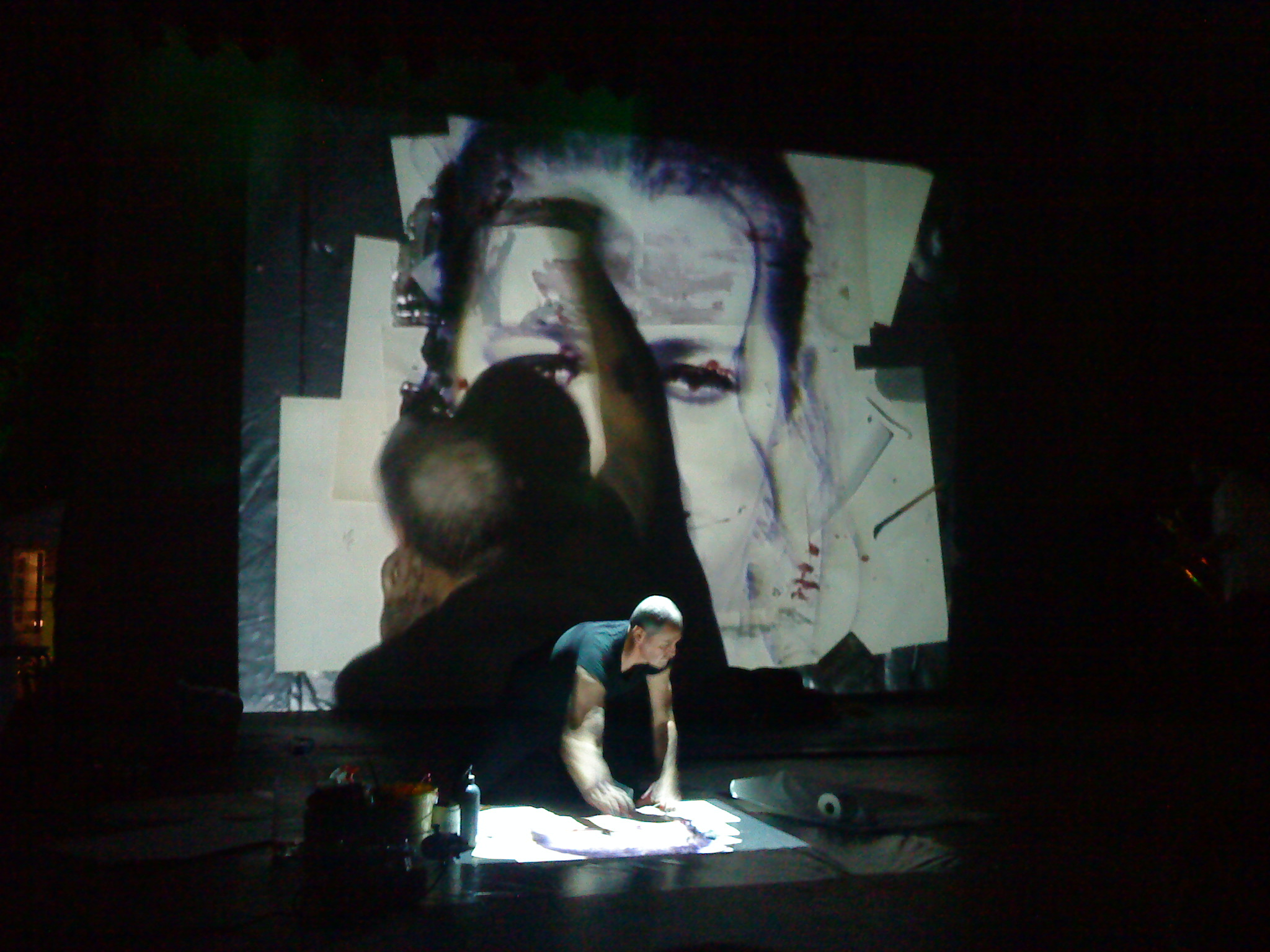
Spectacle du Collectif de la Dernière Tangente en 2010

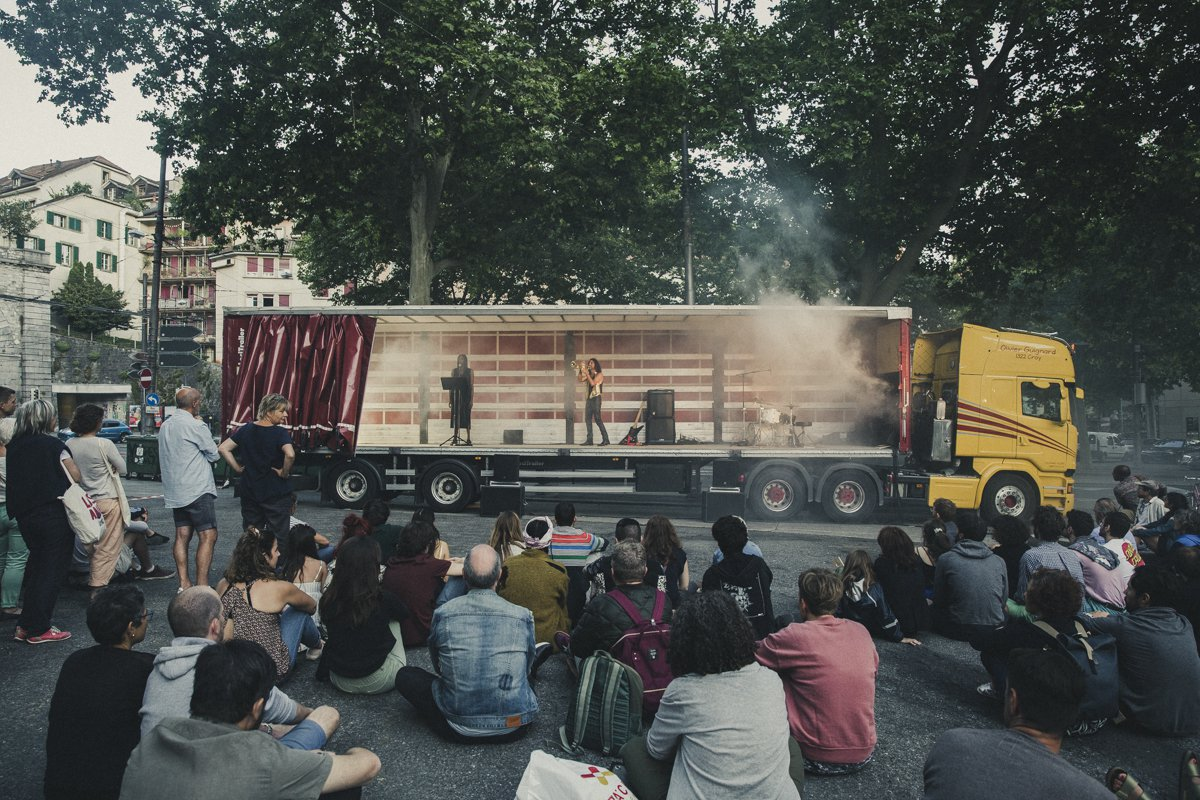
Place du Tunnel, Marie-Caroline Hominal 2020 © Morgane Raposo

Le Festival se déroule à Lausanne, dans le quartier de la Cité où se trouve la cathédrale et le château Saint-Maire.
De 2014 à 2016, le festival est contraint par le chantier du nouveau Parlement vaudois à abandonner son fief historique et à se réinventer sur le territoire de la Cité au sens large.
En 2017, le festival se recentre à nouveau davantage dans le quartier historique, libéré d'une grande partie de ses travaux. 
Lors de l'édition 2024, une trentaine de lieux accueillent des spectacles et des animations.

## Caractéristiques
Le festival naît en 1968 sous la forme d'une fête populaire, appelée Fête à Lausanne, sous l'impulsion du conseiller communal Marx Lévy et du comédien Gil Pidoux. L'édition de 1971 est annulée à la suite de fortes protestations de la population, mais le festival évolue et prend en 1972 la forme d'un festival pluridisciplinaire.
Le Festival de la Cité Lausanne est gratuit et propose au public un programme pluridisciplinaire : du théâtre, de la danse et de la performance, de la musique classique, jazz et des musiques actuelles, des spectacles jeune public, du cirque, de la littérature, des arts visuels et plastiques, des projets d’architecture.
Aux côtés de la démocratisation de la culture, le Festival de la cité vise le décloisonnement des disciplines, pour favoriser le mélange des publics. 

## Historique

### Prémices
La Fondation Festival de la cité a déjà derrière elle une longue histoire qui trouve ses prémices dès 1966 lors d’une motion déposée par le conseiller communal socialiste lausannois Marx Lévy auprès de la Municipalité. Cette motion avait pour objectif d’étudier la possibilité d’organiser annuellement une fête populaire en ville de Lausanne. À l’instar des grandes villes helvétiques, la ville de Lausanne n’organisait aucune fête populaire hormis le Comptoir Suisse. Après deux ans d’enquête et de recherche d’emplacement, le Conseil communal et la Municipalité lausannoise décidèrent d’appuyer le projet et d’organiser une fête au sein du centre ville de Lausanne.
Le 21 mars 1968, l’Association pour la Fête à Lausanne vit le jour. Composée du syndic de Lausanne, de conseillers municipaux et communaux, l'association nomma un comité d’organisation qui s’attelait à la mise sur pied de cette première fête pour les 28 et 29 juin 1968. Son objectif principal était d’offrir au public une large palette de spectacles. Grâce à l’appui financier de la Commune, les spectacles présentés lors de la fête sont gratuits. La première organisation de la manifestation rencontre un grand succès populaire. Elle trouve son emplacement sur huit places extérieures au quartier de la Cité. Dégageant un bénéfice dès sa première édition, l’organisation de la Fête de Lausanne se poursuit grâce aux soutiens bénévoles de grandes nombres d’artistes, de sociétés et d’associations lausannoises. À partir de 1969, la Fête de Lausanne élargit son périmètre au quartier de la Cité en proposant une offre culturelle plus vaste, et cela, en utilisant les places de la cathédrale et du château Saint-Maire. Au-delà du succès dans l’organisation de ce nouvel événement, les trois premières éditions de la Fête de Lausanne font face à de nombreux incidents en lien à des réactions contestataires, à ordre, parfois, politique. Cette période, de grandes révoltes sociales à dimension européenne, poussa le comité d’organisation de l’édition de 1971 à annuler la manifestation à deux semaines de son coup d’envoi. Cette décision est prise par peur d’affrontement lors de cette nouvelle édition. En effet, l’année 1971 est une année marquée par de grandes manifestations de la jeunesse lausannoise. Initié et soutenue par le Comité d’action cinéma, les prémices de ces révoltes avaient pour objectifs, entre autres, de revendiquer un accès à la culture faciliter pour tous, essentiellement pour les petites bourses, telles que les jeunes et les ouvriers. Les revendicateurs demandaient la mise à dispositions de locaux à accès libre pour les projections et les représentations artistiques. Ces revendications ont également été renforcées par le soutien de quelques partis politiques de gauche, tel que le Parti ouvrier et populaire vaudois, et par la signature d’une pétition par 240 personnalités lausannoises dans le but de protester contre « l’absence de toute politique culturelle ».

### Naissance du Festival de la cité
Dans ce contexte de revendications et à la suite de l’annulation de l’édition de 1971 de la Fête à Lausanne, l’Association des amis de la cité par l’initiative de l’un de ces membres, Gil Pidoux, comédien et écrivain lausannois, propose à la ville de Lausanne de développer un festival culturel à la Cité dans le cadre de la fête. Le Festival de la cité est né. La Municipalité appuie le projet et dès 1972 un nouveau festival pluridisciplinaire gratuit d’une semaine prenant ces quartiers dans le cœur de la cité vient renforcer l’offre proposée sur deux jours par la Fête à Lausanne.
En 1983, l’organisation du Festival de la cité se détache de cette fête qui l’a vu grandir et se constitue, deux ans plus tard, en association. Le Festival de la cité devient une structure financière indépendante. Sous la houlette de Jacques Bert, le festival écrit ses premières lettres de noblesse. La structure se transforme en 2002 en une fondation comptant neuf membres. Elle prend le nom officiel de Fondation Festival de la cité. Dans un but de professionnalisation de l’événement, le premier secrétaire général salarié, Jean-François Chapuisat est engagé pour mener à bien les missions et objectifs de la manifestation. Sa tâche est également la coordination des activités de la dizaine de programmateurs s’attelant à la construction artistique de la manifestation. L’équipe organisationnelle est renforcé par l’emploi annuel d’un comptable et d’une adjointe à la direction et à la coordination générale du festival.

### 2009-2015
À la clôture de l’édition 2007, le secrétaire général du Festival de la cité quitte son poste. Au mois de février 2008, un directeur artistique et administratif est nommé en la personne de Michael Kinzer. Ce dernier prend ses fonctions en septembre 2008 pour l'édition 2009.
L’édition 2009 est le départ de la nouvelle ère dans laquelle se lance la Fondation Festival de la cité avec pour objectifs principaux le renforcement de l’offre artistique, la consolidation de son fonctionnement et de son exploitation, une meilleure mise en valeur du patrimoine historique du site et la préservation de la gratuité de la manifestation malgré les défis financiers. Dès lors, le comité de Fondation et son nouveau directeur décident de rajouter le nom de Lausanne à l’appellation de la manifestation. L’édition 2009 du Festival de la cité rencontre un vif succès et s’offre encore de belles années devant elle.
Le Festival de la Cité Lausanne propose à partir de 2010 six soirs de spectacles et d'animations sur 15 lieux scéniques dans le périmètre rapproché de la Cité. Le festival fête sa 40e édition en 2011. En 2013, un Prélude en ville vient se rajouter la semaine précédant le festival. 
Contraint par le chantier du nouveau Parlement vaudois à abandonner son fief historique en 2014, le festival se réinvente sur le territoire de la Cité au sens large.

## Le festival aujourd'hui (2016-2024)

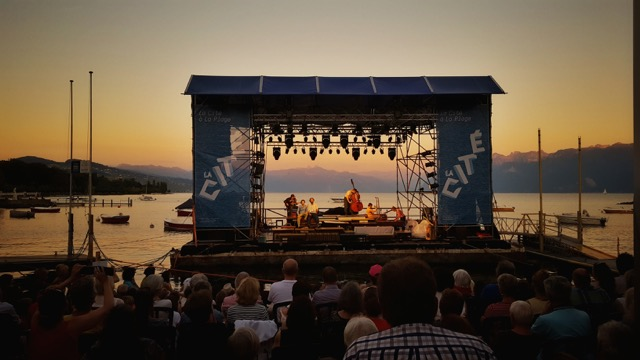
Scène sur le lac à Ouchy, 2016 © Dorian Rossel

En 2016, le Conseil de Fondation en 2016 nomme Myriam Kridi pour prendre la direction du festival. Après 6 ans à la programmation et à la co-gestion du Théâtre de l'Usine à Genève, cette dernière apporte au festival sa connaissance et son expérience des arts de la scène, et sa volonté de renforcer encore le Festival comme événement pluridisciplinaire phare de la vie culturelle lausannoise.
En réponse aux travaux toujours en cours dans la cité, l'idée de la géographie imaginée en 2016 est de faire circuler le public entre trois sites séparés par une ligne de métro: la Sallaz, la Riponne et Ouchy. 
En 2017, le festival se recentre à nouveau davantage dans le quartier historique, libéré d'une grande partie de ses travaux. Le festival investit la place du Tunnel pour la première fois en 2018.
En 2019, le festival ouvre l'édition sur la place de la Riponne, réinvestit la Friche du Vallon et accueille plus de 100 000 festivaliers et festivalières. Plus de 80 propositions artistiques (créations et installations in situ, spectacles, installations et concerts) pour 153 représentations sont offertes aux publics sur une vingtaine de lieux différents et en partie inédits.

### Pandémie de covid-19
En 2020, le Festival de la Cité est touché par la pandémie de Covid-19 : il est annulé et une version miniature, Aux confins de la Cité, a lieu à la place. L'événement a accueilli une quarantaine de projets artistiques et s'est déployé dans de plusieurs lieux inédits en ville de Lausanne, dans le respect des normes sanitaires édictées par le Conseil fédéral.
En 2021, le festival est encore affecté par la pandémie, même s'il peut se déployer sur davantage d'espaces. Les mesures sanitaires ont changé une quinzaine de fois en un an, et lors de cette édition, les festivaliers doivent présenter un certificat Covid et une pièce d'identité à l'entrée, mais la distanciation sociale ou le port du masque ne sont pas obligatoires à l'intérieur du festival.
En 2022, Myriam Kridi quitte son poste de directrice.